# Jacek Kuza

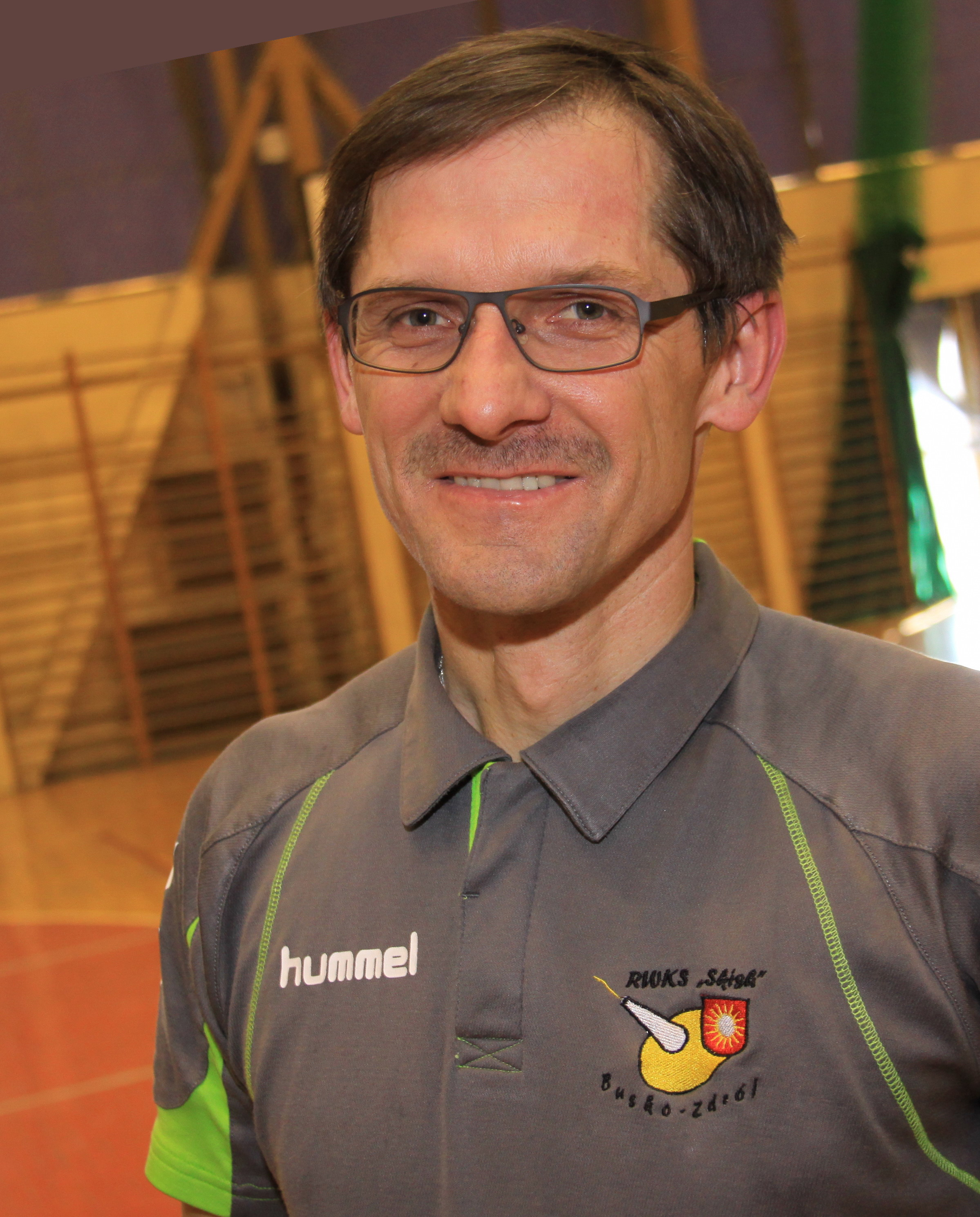
Jacek Kuza

Jacek Kuza (ur. 12 sierpnia 1964 w Busku-Zdroju) – prawnik, zawodnik w dyscyplinie casting (wędkarstwo rzutowe), mistrz świata, mistrz World Games 2001 (Akita, Japonia), członek kadry narodowej seniorów, aktualny rekordzista Polski w pięcioboju: 555,135 pkt.